# Cserje Zsuzsa
Cserje Zsuzsa (eredeti neve: Frank Zsuzsanna) (Budapest, 1945. november 9. – Budapest, 2018. április 8.) színésznő, színházi kritikus, dramaturg, rendező.

## Életpályája
Nevét kedvenc, rajongott színésze, Pécsi Sándor miatt változtatta meg, ugyanis a Kossuth-díjas színművész Budapesten a Cserje utcában lakott. Egyetemi tanulmányait az ELTE BTK-n kezdte. 1968–1970 között a kecskeméti Katona József Színház tagja volt. 1970–1972 között a Honvéd Művészegyüttes tagja volt. 1972–1980 között az Irodalmi Színpad tagja volt. 1982-ben végzett a Színház- és Filmművészeti Főiskola színházelmélet szakán. 1983-tól 10 évig a Népszínház illetve a Budapesti Kamaraszínház tagja volt. 1992-től rendezett is.
2013-ban a Nógrád megyei Terényben gombamúzeumot nyitott. Megalapította a Terényi Színházi Napokat, amely öt éven át került megszervezésre. Az ő nevéhez fűződik az Andocsi Művészeti Napok és a dunabogdányi Négyszínvirág nevű gyermekfesztivál megszervezése is.
Két lánya van: Szamosi Zsófia (1977) és Szandtner Anna (1980), akik mindketten színésznők.

## Színházi munkái
A Színházi Adattárban regisztrált bemutatóinak száma: színészként: 14; rendezőként: 23

### Színészként
| - Loewe: My Fair Lady....Második szobalány - Szirmai Albert: Mágnás Miska.... - Pap Károly: Mózes, a szabadító....Cippora - Miller: A bűnbeesés után....Carrie - Arisztophanész: Lüszisztraté....Harmadik asszony - Maugham: Imádok férjhez menni....Montmorency kisasszony - Czakó Zsigmond: László király....Adelajd királynő | - Brecht: A kaukázusi krétakör....Egy asszony az udvarból; 2. vendégasszony; Ludovika - William Shakespeare: Macbeth....II. boszorkány - Török-Zoltán: Péntek Rézi....Theodora - Galgóczi Erzsébet: A főügyész felesége....Ápolónő - Williams: Az ifjúság édes madara....Edna - Németh László: Gyász.... - Somlyó György: A bírák könyvéből....Kar |

### Rendezőként

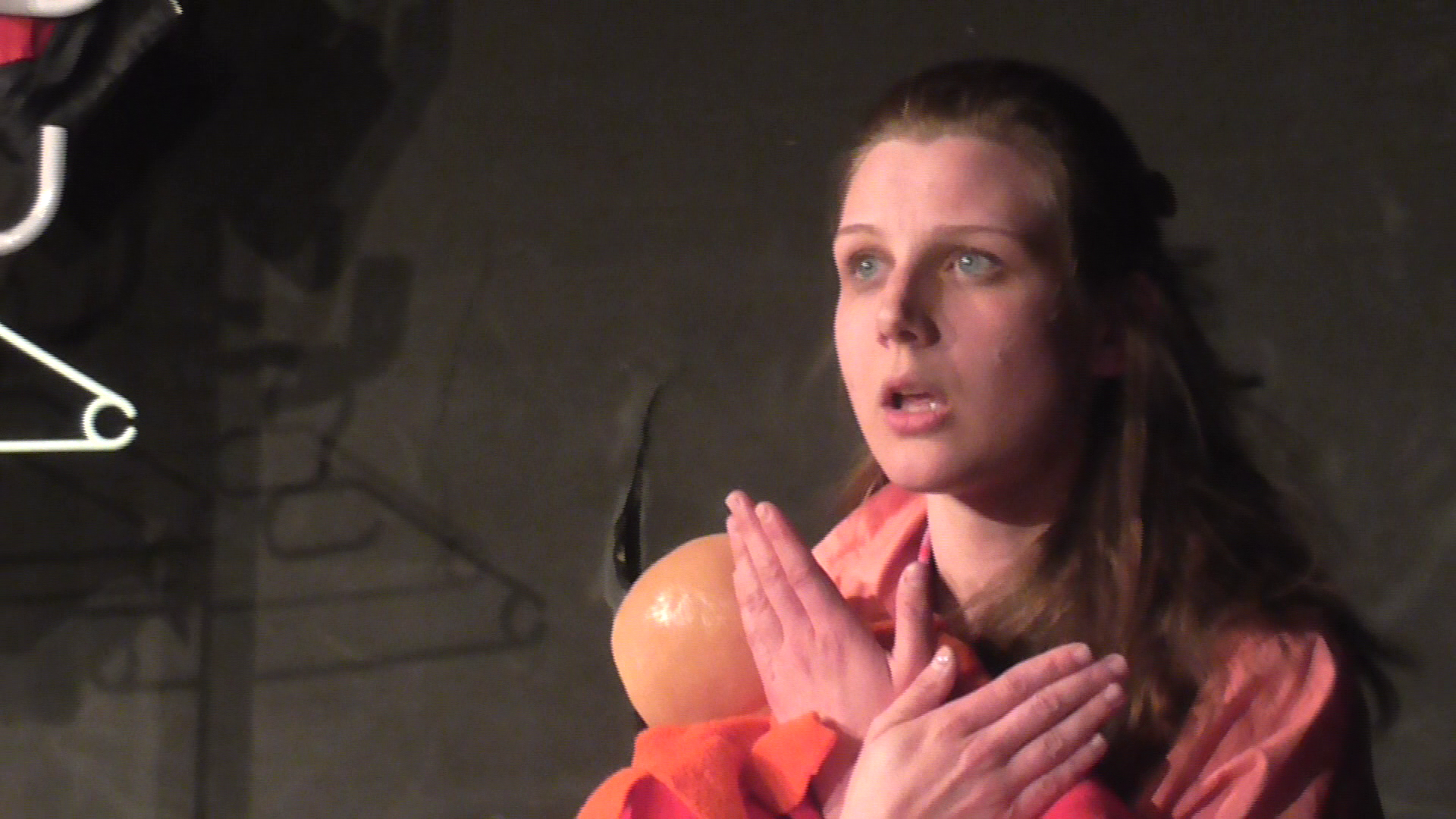
Bognár Anita Dario Fo–Franca Rame Il risveglio című darabját adja az Asszonysorsok előadásban

- Russell: Shirley Valentine (1991, 2009)
- Dorr: Mamagájok (1992)
- Synge: A szentek kútja (1995, 1999)
- Calderón de la Barca: Két szék közt a pad alatt (1996)
- Carlo Goldoni: Mirandolina (1997)
- Papazov: A három tökfej (1998, 2001)
- Simon: Furcsa pár (női változat) (2000)
- Levin: Az Ohio-i kurva (2001)
- Mikó Csaba: Apa, avagy egy gyilkosság anatómiája (2003)
- Albee: Zoo story (2003)
- O'Neill: Boldogtalan hold (2004)
- Levin: Nőtlenek és hajadonok (2004)
- Canev: Szókratész utolsó éjszakája (2006)
- Panych: A nénikém meg én (2006)
- Durang: Fürdővízzel a gyereket (2006)
- Karinthy Ferenc: Leánykereskedő (2007)
- Beckett: Ó, azok a szép napok (2007)
- Pergolesi: Házasság olasz módra (2009)
- Asszonysorsok Dario Fo – Franca Rame: Il risveglio és Una donna tutta sola egyfelvonásos monodrámáiból (2015)
- Szárnyszegetten: Irodalmi színház közép- és keleteurópai szerzők műveiből (2015)
- Edward Albee: Három magas nő Archiválva 2016. április 17-i dátummal a Wayback Machine-ben (2016)

## Művei
- Pécsi Sándor; Múzsák, Bp., 1985